# La Roche-Mabile
La Roche-Mabile é uma comuna francesa na região administrativa da Normandia, no departamento Orne. Estende-se por uma área de 5,13 km². Em 2010 a comuna tinha 167 habitantes (densidade: 32,6 hab./km²).